# Rhomboptera honorabilis
Rhomboptera honorabilis är en insektsart som beskrevs av Brunner von Wattenwyl 1895. Rhomboptera honorabilis ingår i släktet Rhomboptera och familjen vårtbitare. Inga underarter finns listade i Catalogue of Life.